# 黒沼神社
黒沼神社（くろぬまじんじゃ）は、福島県福島市松川町金沢にある神社。今から約1300年前に鎮座。

## 概要
- 御祭神
  - 沼中倉太珠敷命（ヌナクラフトタマシキノミコト）＝ 第30代天皇　敏達天皇
  - 倭建命（ヤマトタケルノミコト）。
- 社格
  - 旧郷社

古事記 本文献にも記載されている延喜式神名帳に名前の残る、『陸奥國 信夫郡 黒沼神社』の論社の一社
山の中の総社　延喜式式内社とも呼ばれている。
また、黒沼神社は日本国より重要無形民俗文化財を受ける「金沢の羽山ごもり」大祭のお祭りがある。
四月の例大祭では、黒沼神社 十二神楽 が行われる。これも福島県指定重要無形民俗文化財を受けている。 　